# Saman Soltani
Saman Soltani (persisch سمن سلطانی; * 11. Juni 1996 in Teheran) ist eine iranische Kanutin und ehemalige Synchronschwimmerin. Sie nahm als Teil des Refugee Olympic Teams im Kanusprint an den Olympischen Sommerspielen 2024 in Paris teil. Soltani lebt und trainiert in Österreich.

## Biografie

### Sportliche Anfänge in Iran
Soltani wuchs in einer sportlichen Familie in Teheran auf. Im Alter von sechs Jahren begann sie mit dem Schwimmsport, zwei Jahre später mit dem Synchronschwimmen. Nachdem sie zehnmal in Folge iranische Landesmeisterin geworden war, aber aufgrund der Hidschāb-Pflicht keine internationalen Wettkämpfe bestreiten konnte, begann sie im Alter von 18 Jahren mit dem Kanurennsport. Ihren größten Erfolg feierte sie 2018 bei den U23-Asienmeisterschaften in Samarqand, wo sie im Kanusprint die Silbermedaille gewann.
Aufgrund mangelnder Unterstützung durch den iranischen Verband verlagerte sie sich während der COVID-19-Pandemie auf das Trainieren junger Synchronschwimmerinnen. Im August 2022 folgte Soltani der Einladung zu einer internationalen Synchronschwimm-Veranstaltung in Barcelona. Nachdem sie am 21. jenes Monats ein Bikini-Foto von sich und vier Kolleginnen auf ihrem Instagram-Account gepostet hatte, wurde die iranische Sittenpolizei auf sie aufmerksam. Kurz vor dem Rückflug warnten ihre Eltern sie telefonisch vor der Heimkehr, woraufhin sie bei einem Wiener Pharma-Manager, den sie fünf Jahre zuvor auf einem Teheraner Basar kennengelernt hatte, Schutz suchte. Angesichts der im Zusammenhang mit dem Tod von Jina Mahsa Amini aufkommenden Proteste musste sie den Plan, „Gras über die Sache wachsen zu lassen“ und einige Wochen später in ihre Heimat zurückzukehren, verwerfen. Zwei ihrer früheren Teamkolleginnen kamen im Lauf der gewaltsam niedergeschlagenen Proteste ums Leben.

### Olympische Laufbahn
Durch ihren österreichischen Freund ermutigt, begann Soltani 2023 in Zusammenarbeit mit dem österreichischen Kanuverband (ÖKV) wieder mit dem Kanusport. Noch im selben Jahr gewann sie die Wiener Landesmeisterschaften über 200, 500 und 1000 Meter. Bei den österreichischen Flachwassermeisterschaften in Ottensheim gewann sie die Goldmedaille über 1000 Meter sowie hinter den Lehaci-Schwestern jeweils Silber über 200 und 500 Meter.
Sieben Monate nachdem sie einen positiven Asylbescheid erhalten hatte, wurde sie Anfang Mai 2024 als eine von 36 Athletinnen in das Refugee Olympic Team aufgenommen und somit für die Teilnahme an den Olympischen Spielen in Paris nominiert. Als Vorbereitung absolvierte sie in Szeged und Posen ihre ersten beiden Weltcup-Rennen.
Bei den Rennen im Stade nautique de Vaires-sur-Marne erreichte Soltani in der Vorrunde eine Zeit von 2:02,19 Minuten über die olympische 500-Meter-Distanz. In der Hoffnungsrunde schied sie mit 2:01,43 Minuten aus. In Interviews äußerte sie den Wunsch, in Zukunft für Österreich starten und noch an drei weiteren Olympischen Spielen teilnehmen zu wollen.

## Erfolge
- mehrere iranische Meistertitel im Synchronschwimmen und Kanusport
- Silber im Kanusprint bei den U23-Asienmeisterschaften 2018
- Sieg im Kanusprint (1000 m) bei den österreichischen Meisterschaften 2023
- Teilnahme im Kanusprint bei den Olympischen Spielen 2024